# 奥帕拉莫
奥帕拉莫，是西班牙加利西亚自治区卢戈省的一个市镇。 总面积75平方公里，总人口1907人（2001年），人口密度25人/平方公里。